# Palazzo Zappaglia
Palazzo Zappaglia è uno storico edificio di Medole, in provincia di Mantova.

## Storia e descrizione
Il palazzo, risalente al XV secolo, fu la residenza della nobile famiglia Zappaglia, che amministrava vaste proprietà nei comuni di Medole, Ceresara, San Martino Gusnago e Castiglione delle Stiviere. Nel giugno 1543 Francesco Zappaglia accolse nel palazzo l'imperatore Carlo V, in viaggio da Busseto, dove incontrò papa Paolo III, verso Trento e si intrattenne nel castello di Medole con Ferrante Gonzaga, col cardinale Ercole Gonzaga e con Margherita Paleologa, per legittimare a suo figlio Francesco la duplice investitura nei titoli di Duca di Mantova e Marchese del Monferrato, oltre a concordare le sue future nozze con Caterina, nipote dell'imperatore.
È attualmente adibito a canonica dalla parrocchia di Medole.